# Thiên Thủy

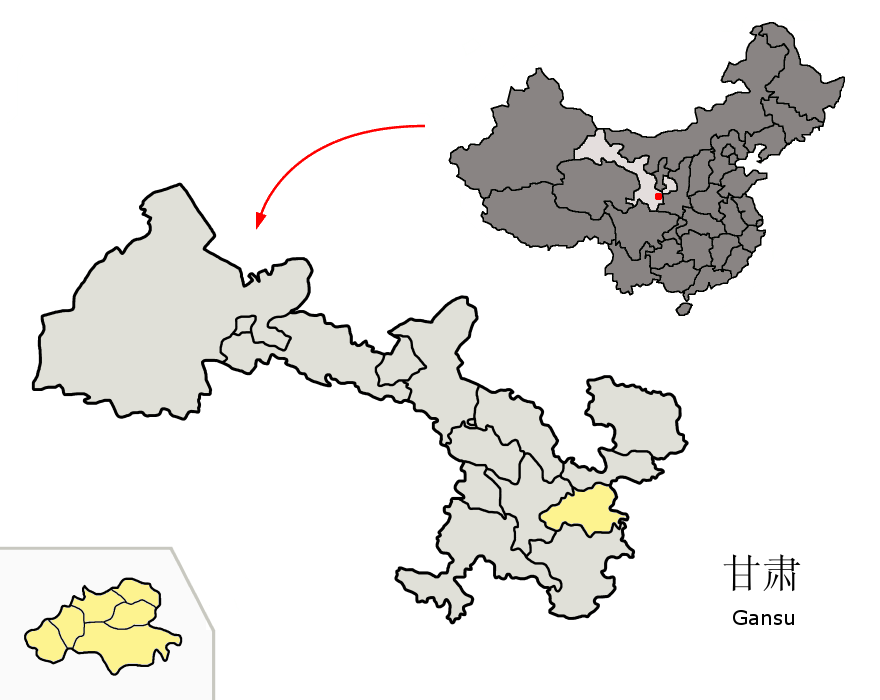
Vị trí trong Cam Túc

Thiên Thủy (tiếng Trung: 天水市, bính âm: Báiyín, Hán Việt: Thiên Thủy thị) là một địa cấp thị thuộc tỉnh Cam Túc, Cộng hòa Nhân dân Trung Hoa. Thiên Thủy có dân số 320.300 người (2000). Thiên Thủy có hang đá Mạch Tích 麦积山石窟.

## Các đơn vị hành chính
Địa cấp thị Thiên Thủy quản lý các đơn vị cấp huyện sau:
- Quận Tần Châu (秦州區)
- Quận Mạch Tích (麥積區)
- Huyện Thanh Thủy (清水縣)
- Huyện Tần An (秦安縣)
- Huyện Cam Cốc (甘谷縣)
- Huyện Vũ Sơn (武山縣)
- Huyện tự trị dân tộc Hồi Trương Gia Xuyên (張家川回族自治縣)

## Phong cảnh

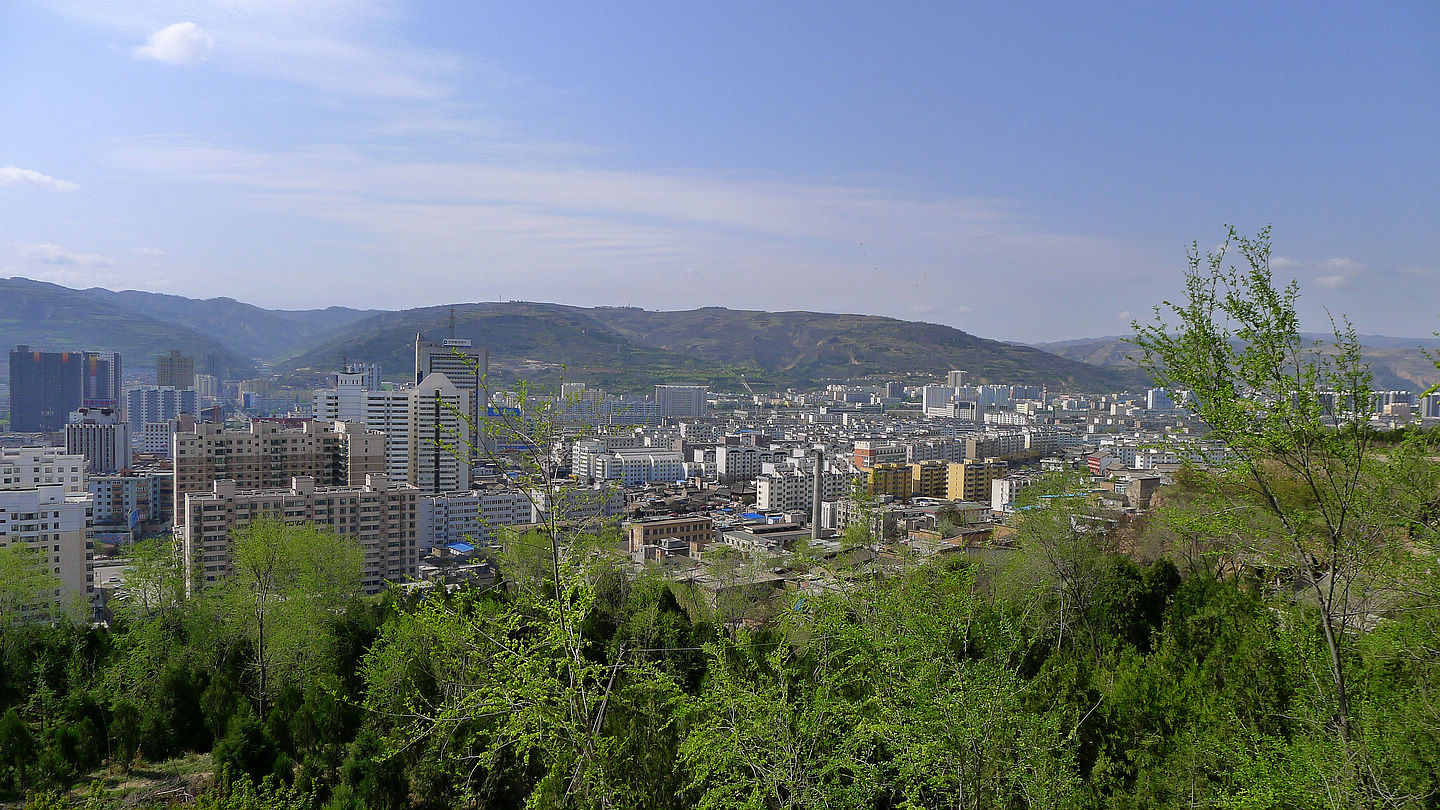
Thiên Thủy